# Frances Blogg
Frances Chesterton, nacida Frances Alice Blogg, (Beaconsfield, 28 de junio de 1869 - 12 de diciembre de 1938) fue una autora inglesa de poesía, canciones y teatro escolar. Esposa de G. K. Chesterton,  tuvo un papel importante en su carrera como transcriptora y gestora.

## Biografía
Frances fue la primera de los siete hijos de George William Blogg y Blanche Keymer. La madre de Frances les enseñó a ella y a sus hermanas a pensar de forma independiente, y les hizo asistir al primer jardín de infancia de Londres. Fue educada en la progresista Ladies' School en Fitzroy Square, dirigida por Rosalie y Minna Praetorius, y después en la Notting Hill High School. Su padre murió cuando ella tenía catorce años. Más tarde, asistió a St. Stephen's College durante dos años como asistente de maestra. Enseñó en la escuela dominical de una iglesia anglicana en Bedford Park. Allí, leyendo la Biblia, se involucró mucho en su fe anglicana haciéndose muy devota de los santos. En 1895, Frances comenzó a trabajar como secretaria y administradora en la Unión Educativa Nacional de Padres. Allí trabajó  planificando y organizando conferencias, dando discursos y editando sus publicaciones hasta su matrimonio con G.K. Chesterton.

## Matrimonio
Conoció a Gilbert Keith Chesterton en 1896 y se casó con él el 28 de junio de 1901 en St Mary Abbots, Kensington. Frances le animó en su escritura a lo largo de su matrimonio. Por devoción hacia su esposo, trabajó para él como gestora, llevándole sus citas diarias y cuentas, contratando a sus mecanógrafos y negociando en su nombre con los editores .

G.K. Chesterton admiraba la fe de Frances y cómo ella la adoptaba en su vida diaria con la lectura de la Biblia, enseñando en la escuela dominical y cuidando a los enfermos y ancianos. Frances le introdujo en el conocimiento de la Santísima Trinidad y de Jesús. Chesterton, en su poema La balada del caballo blanco, reconoce a Frances el impacto del cristianismo en su vida, mostrando que ella fue la razón por la que se convirtió:
"Por eso te traigo estas rimas

</br> Quien me trajo la cruz.” 
Frances fue recibida en la Iglesia Católica el 1 de noviembre de 1926, cuatro años después de su marido. La fe de Frances se puso a prueba al  enfrentarse al suicidio de su hermano; pero en los tiempos difíciles los Chesterton se ayudaron mutuamente para mantener su relación con Jesús.
Ella escribía cada Navidad un poema para su tarjeta de Navidad. Uno de ellos, "¿Cómo de lejos está Belén?", se publicó más tarde como villancico "¿Está lejos Belén?" .

## Muerte y legado
En 1909 la pareja se mudó a Beaconsfield, Buckinghamshire, donde vivieron hasta su muerte. Enviudó el 14 de junio de 1936 y murió el 12 de diciembre de 1938.
En su testamento estableció la organización de caridad de Frances Alice Chesterton, registrada como organización benéfica en 1965 (número  de registro 252034). Esta organización apoya el trabajo de la Iglesia católica en la parroquia de Beaconsfield .

## Obras
Obras de teatro
- The Children's Crusade[8]
- Sir Cleges[8]
- The Christmas Gift[8]
- Piers Plowman's Pilgrimage[8]
- The Three Kings[8]
- Legends of Gods and Saints[8]

Poesía de tarjetas navideñas
- Christmas 1911 In Her Warm Arms Our Lady[8]
- Christmas 1912 Upon a Little Bank of Grass[8]
- Christmas 1917 How Far Is It To Bethlehem?[8]
- Christmas 1918 Seen and Unseen[8]
- Christmas 1921 The Beast of Burden[8]
- Christmas 1922 A Ballade of Christmas[8]
- Christmas 1923 The Crusaders’ Carol[8]
- Christmas 1925 The Carol of Three Brothers[8]
- Christmas 1926 A Lullaby Carol[8]
- Christmas 1927 Gold, Frankincense, and Myrrh[8]
- Christmas 1928 What Manner of Salutation?[8]
- Christmas 1929 Sed Ex Deo Nati Sunt[8]
- Christmas 1930 The Cradle of the Winds (Notre Dame)[8]
- Christmas 1931 The Lowly Gifts[8]
- Christmas 1932 And It Was Winter[8]
- Christmas 1933 Lux Mundi[8]
- Christmas 1934 In Coelo Et Terra[8]
- Christmas 1937 Now Is Our Salvation[8]

Música
- Texto de "A Lullaby Carol" de Geoffrey Shaw[9]

## Otras lecturas
- Nancy Carpentier Brown: The woman who was Chesterton : the life of Frances Chesterton, wife of English author G.K. Chesterton, Charlotte, NC : ACS Books, [2015] [2015], ISBN 978-1-50510-478-3